# Alianza Lima

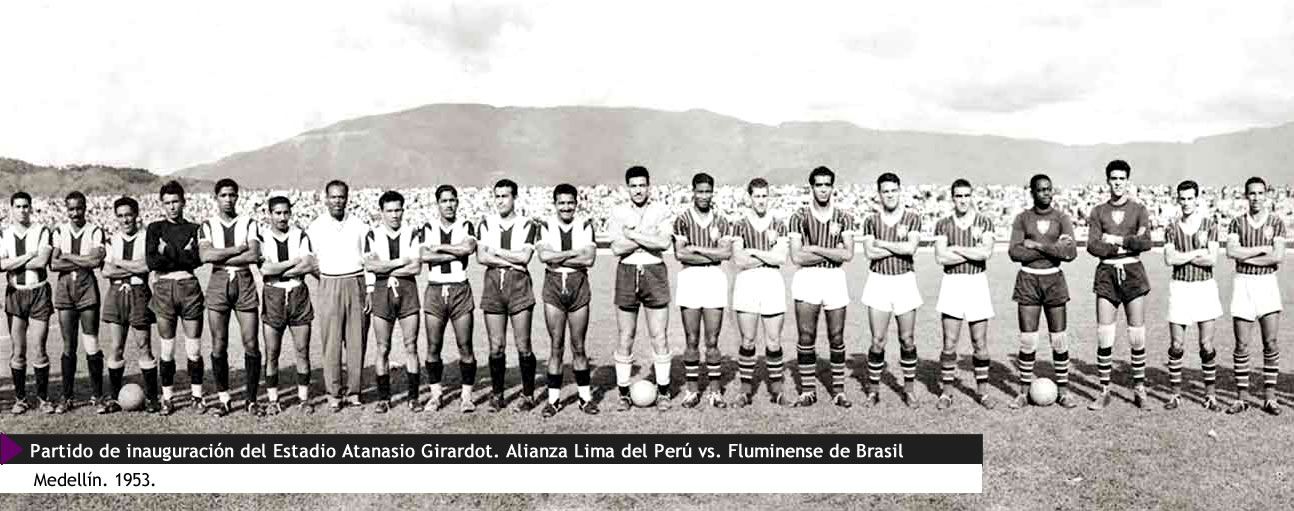
Team van Alianza in 1953, voor aanvang van de wedstrijd tegen Fluminense de Brasil ter gelegenheid van de opening van het nieuwe stadion

Alianza Lima is een Peruviaanse voetbalclub uit de hoofdstad Lima.
de club werd op 15 februari 1901 opgericht als Sport Alianza en is een van de populairste clubs van het land. De huidige naam werd in 1958 aangenomen. De clubkleuren zijn blauw en wit maar in oktober worden de traditionele kleuren ingeruild voor wit en paars, als eerbetoon aan El Señor de los milagros, de beschermheilige van de club.
Alianza Lima behoort tot de succesvolste clubs van Peru. De club werd 24 keer landskampioen. De wedstrijd tussen Alianza Lima en Universitario staan bekend als El Superclásico en wordt beschouwd als de belangrijkste derby in het Peruaanse voetbal.

## Erelijst
- Primera División Peruana (25)

1918, 1919, 1927, 1928, 1931, 1932, 1933, 1948, 1952, 1954, 1955, 1962, 1963, 1965, 1975, 1977, 1978, 1997, 2001, 2003, 2004, 2006, 2017, 2021, 2022
- Copa Simón Bolívar (1)

1976

## Stadion
Alianza Lima speelt de thuiswedstrijden in het stadion Estadio Alejandro Villanueva, vernoemd naar een oud-speler van de club. Dit stadion werd geopend in 1974 en heeft een capaciteit van 35.000 plaatsen.

## Bekende (oud-)spelers
- Miguel Asprilla
- Jhonny Baldeón
- Teófilo Cubillas
- Jacinto Espinoza
- Jefferson Farfán
- Martín Ligüera
- Claudio Pizarro
- Yordy Reyna
- Luis Saritama
- Hugo Sotil
- Reimond Manco
- Óscar Wirth
- José Paolo Guerrero

## Trainer-coaches
- Gustavo Costas (2009–2011)
- Wilmar Valencia (2013)
- Roberto Mosquera (2016)
- Pablo Bengoechea (2017-2020)
- Mario Salas (2020)
- Carlos Bustos (2021)
- Guillermo Salas (2022)